# Sanah Mollo
Sanah Modiehi Mollo (Villiers, 30 gennaio 1987) è una calciatrice sudafricana, di ruolo attaccante.
In nazionale dal 2006 anche nel ruolo di centrocampista offensivo, conquista il miglior risultato con la maglia delle Banyana Banyana con il secondo posto all'edizione 2012 del campionato africano femminile di calcio, nonché è selezionata dalla Federazione calcistica del Sudafrica (South African Football Association - SAFA) per rappresentare il proprio paese nel torneo di calcio femminile alle Olimpiadi di Londra 2012 e di Brasile 2016.

## Palmarès

### Club
- Campionato sudafricano femminile: 1

Mamelodi Sundowns: 2015